# ドゥフシャンタ

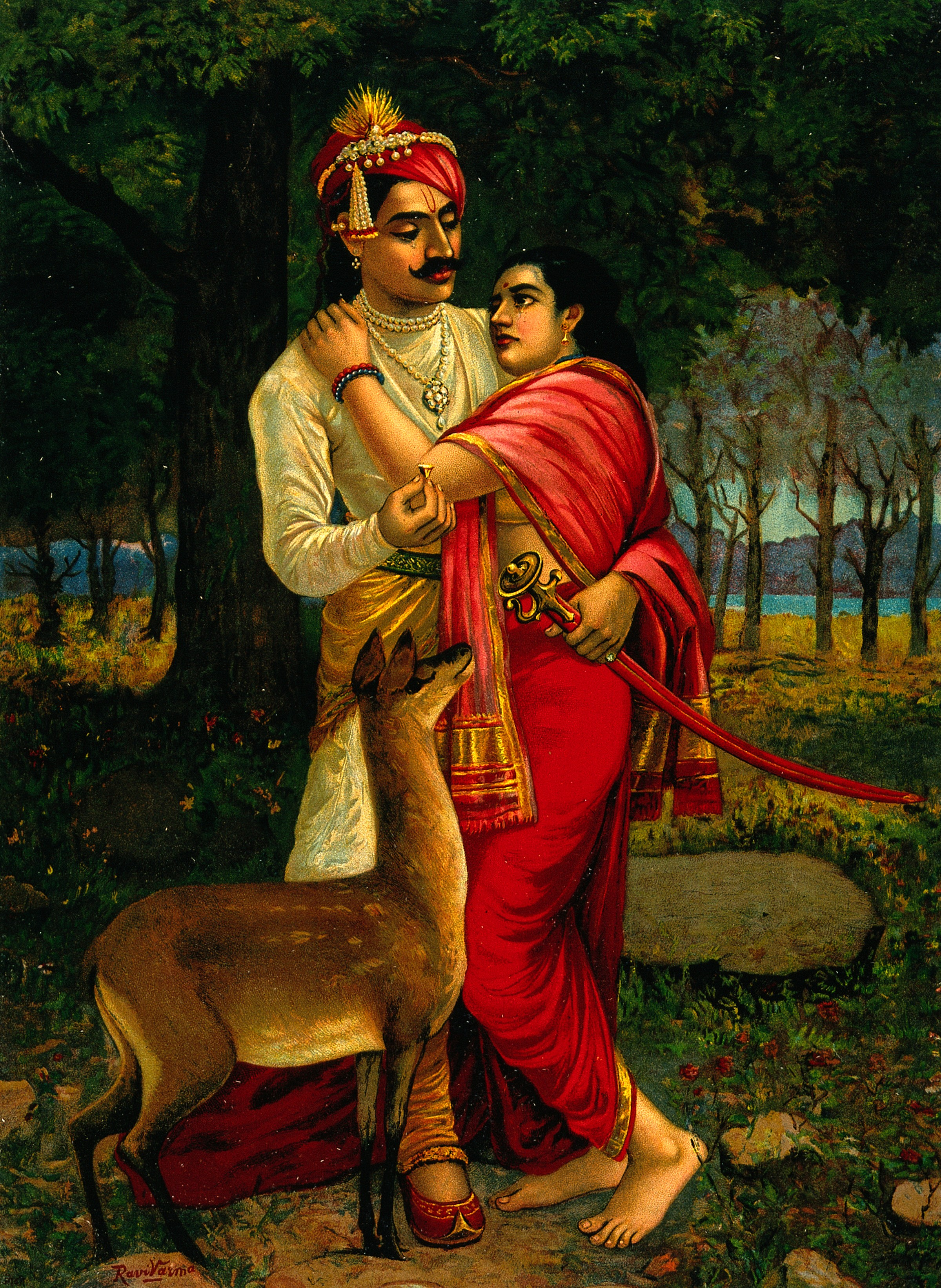
ドゥフシャンタとシャクンタラー

ドゥフシャンタ（サンスクリット: दुःषन्त Duḥṣanta）は、ドゥシヤンタ（दुष्यन्त Duṣyanta）、ドゥシュマンタ（दुष्मन्त Duṣmanta）などとも呼ばれ、古代インドのプール族の伝説的な王。シャクンタラーと結婚し、バラタを生んだ。

## 名称
ドゥフシャンタの名前はさまざまに異なる形がある。モニエル・モニエル＝ウィリアムズはドゥフシャンタのほかにduṣmanta, duṣyanta, duṣvanta, duḥṣvantaの4形をあげる。パージターによると、おそらくプラークリットでドゥッシャンタ（Duṣṣanta）あるいはドゥッサンタ（Dussanta）のような形で伝承されており、それに対応するサンスクリット形が複数考えられることが原因でこのように複雑になっている。
パーリ仏典ではドゥッサンタと呼ばれている。たとえば『チューラワンサ』64.44に見える。

## 系譜
『マハーバーラタ』巻1の系譜によると、プール族のリチェーユの子がマティナーラ、マティナーラの子がタンス、タンスの子がイーリナで、イーリナの長男がドゥフシャンタとする。
プラーナ文献でもマティナーラの子孫である点は概ね一致するが、系譜は『マハーバーラタ』と異なり、またプラーナ文献同士でも違いがある。『アグニ・プラーナ』278章ではマティナーラの子にタンスローダとプラティラタ他があり、タンスローダの子がドゥフシャンタ、プラティラタの子がカンヴァとする。『ハリヴァンシャ』でも同様にマティナーラの子にタンスとプラティラタ他があるとするが、ドゥフシャンタはタンスの孫（スローダの子）とする。

## ドゥフシャンタとバラタ
ドゥフシャンタの名前が最初に登場するのはブラーフマナで、バラタの父称を『アイタレーヤ・ブラーフマナ』8.23および『シャタパタ・ブラーフマナ』13.5.4.11でダウフシャンティすなわちドゥフシャンタの子としている。また『シャタパタ・ブラーフマナ』ではバラタがアプサラスのシャクンタラーの子であることに言及している。
『マハーバーラタ』巻1によると、ドゥフシャンタは偉大な帝王であった。彼はある時カンヴァ仙の庵を訪れたが、カンヴァは不在で、養女のシャクンタラーが応対をした。ドゥフシャンタは彼女とガンダルヴァ婚（当事者のみの恋愛結婚）を行った。ドゥフシャンタが庵を去った後、シャクンタラーは子を生み、カンヴァの教育を受けた。子供が6歳になったときにシャクンタラーは子を連れて王宮を訪れたが、ドゥフシャンタは息子を認知しなかった。しかし天からの声がシャクンタラーの正しさを告げたためにドゥフシャンタは子供がわが子であることを認知してバラタと名付け、自分の後継者にした。

## トゥルヴァス族
いくつかのプラーナ文献によると、トゥルヴァスから5代目にあたるマルッタ王には息子がなく、プール族のドゥフシャンタを養子にしたとする。南インドのパーンディヤ、ケーララ、チョーラ、クリヤ（コーラ）はその子孫とする。